# زلزال جاوة الغربية 2018
زلزال جاوة الغربية في 23 يناير 2018م وفي الساعة 13:34:50 بالتوقيت الإندونيسي الغربي (06:34:54 بالتوقيت العالمي)، ضرب زلزال جزيرة جاوة الإندونيسية بالقرب من ريجنسي ليباك. وقع الزلزال الذي بلغت قوته 5.9 درجة على مقياس ريختر، على بعد حوالي 40 كم جنوب قرية بينوأنغيون على عمق 43.9 كيلومتر. تم تصنيف الزلزال على أنه زلزال قوي.
تم الإبلاغ عن اهتزاز قوي على نطاق واسع في جميع أنحاء بانتين ولامبونج وجاوة الغربية وجاوا الوسطى وجاكرتا. كان الزلزال في جاكرتا أصعب بكثير من أي زلازل آخر. بحكم المسافة من اللوحة الهندية الأسترالية فإن العاصمة عادة لا تعاني من هزات قوية. قتل شخصان بشكل غير مباشر بسبب الزلزال.

## الأضرار والخسائر
تم الإبلاغ عن أضرار في الممتلكات في جاوة الغربية وبانتن. تم الإبلاغ عن تدمير 2.760 مبنى و3.666 مبنى في ليباك وسوكابومي على التوالي. توفي شخصان بنوبة قلبية في ليباك وسوكابومي وأصيب 35 آخرون.